# オレンジライン (サンディエゴ・トロリー)
オレンジライン（Orange Line）は、アメリカ合衆国カリフォルニア州サンディエゴ郡サンディエゴを走るライトレールであるサンディエゴ・トロリーの系統の1つ。サンディエゴの中心部であるダウンタウン地区と、サンディエゴ東部のエルカホンを結ぶ。

## 概要
1986年3月23日に開通した、ユークリッドアベニュー（Euclid Avenue）方面へ向かう"イーストライン"（East Line）をルーツに持つ系統。幾度かの路線延伸を経て、1997年に現在の"オレンジライン"に名称が変更されている。延伸以外にも系統は幾度かの再編が行われており、2012年9月2日以降はグリーンラインと接続するサンタフェ駅が終点であったが、列車本数が増加した同駅の混雑解消やブルーラインの延伸計画（ミッドコースト・トロリー）に伴い、2018年4月29日からは新規に開業した裁判所駅（Courthouse）がダウンタウン地区側の終着駅となっている。
2019年現在、オレンジラインは裁判所駅から全系統が接続する12番通り＆インペリアル駅（12th & Imperial Transit Center）を経て、東部のアーレネアベニュー駅（Arnele Avenue）まで結ぶ系統となっており、シビックセンター駅（Civic Center） - 12番通り＆インペリアル駅の間はブルーラインと、グロスモント駅（Grossmont Transit Center） - アーレネアベニュー駅の間はグリーンラインと路線を共有する。運行ダイヤは平日、土曜、日曜・祝日の3種類が存在し、朝から夕方までは15分間隔、夜間は30分間隔で運行する。また平日および土曜の朝、日曜・祝日の午前中には区間運転を行う列車が南在する。
料金は他の系統と同様に大人2.5ドルで、非接触式ICカードであるコンパスカード（Compass card）を使用した場合は2ドルとなる。

## 駅一覧
2019年現在、オレンジラインは以下の19駅で構成される。そのうち太字の駅は、時刻表に時刻が提示されている主要駅である。一部を除いて、駅に隣接する駐車場は無料で利用可能である。
| オレンジラインOrange Line      | オレンジラインOrange Line                  | オレンジラインOrange Line | オレンジラインOrange Line | オレンジラインOrange Line | オレンジラインOrange Line | オレンジラインOrange Line                               |
| 駅名                           | 接続交通機関                               | 接続交通機関              | 接続交通機関              | 駐車場                    | 情報センター              | 備考                                                    |
| 駅名                           | 他系統                                     | 路線バス                  | 通勤鉄道                  | 駐車場                    | 情報センター              | 備考                                                    |
| ------------------------------ | ------------------------------------------ | ------------------------- | ------------------------- | ------------------------- | ------------------------- | ------------------------------------------------------- |
| Courthouse                     |                                            |                           |                           |                           |                           |                                                         |
| Civic Center                   | ブルーライン シルバーライン                | ○                         |                           |                           |                           |                                                         |
| Fifth Avenue station           | ブルーライン シルバーライン                | ○                         |                           |                           |                           |                                                         |
| City College                   | ブルーライン シルバーライン                | ○                         |                           |                           |                           | リムジンバスと接続                                      |
| Park & Market                  | ブルーライン シルバーライン                | ○                         |                           |                           |                           |                                                         |
| 12th & Imperial Transit Center | ブルーライン グリーンライン シルバーライン | ○                         |                           | ○                         | ○                         | 駐車場は有料                                            |
| 25th & Commercial              |                                            | ○                         |                           |                           |                           |                                                         |
| 32nd & Commercial              |                                            | ○                         |                           |                           |                           |                                                         |
| 47th Street                    |                                            |                           |                           | ○                         |                           |                                                         |
| Euclid Avenue                  |                                            | ○                         |                           | ○                         |                           |                                                         |
| Encanto/62nd Street            |                                            | ○                         |                           | ○                         |                           |                                                         |
| Massachusetts Avenue           |                                            |                           |                           | ○                         |                           |                                                         |
| Lemon Grove Depot              |                                            | ○                         |                           | ○                         |                           |                                                         |
| Spring Street                  |                                            | ○                         |                           | ○                         |                           | シクアン・カジノ（Sycuan Casino）へのシャトルバスが発着 |
| La Mesa Boulevard              |                                            | ○                         |                           |                           |                           |                                                         |
| Grossmont Transit Center       | グリーンライン                             | ○                         |                           | ○                         |                           |                                                         |
| Amaya Drive                    | グリーンライン                             |                           |                           | ○                         |                           |                                                         |
| El Cajon Transit Center        | グリーンライン                             | ○                         |                           | ○                         |                           | シクアン・カジノ（Sycuan Casino）へのシャトルバスが発着 |
| Arnele Avenue                  | グリーンライン                             | ○                         |                           | ○                         |                           |                                                         |

## ギャラリー

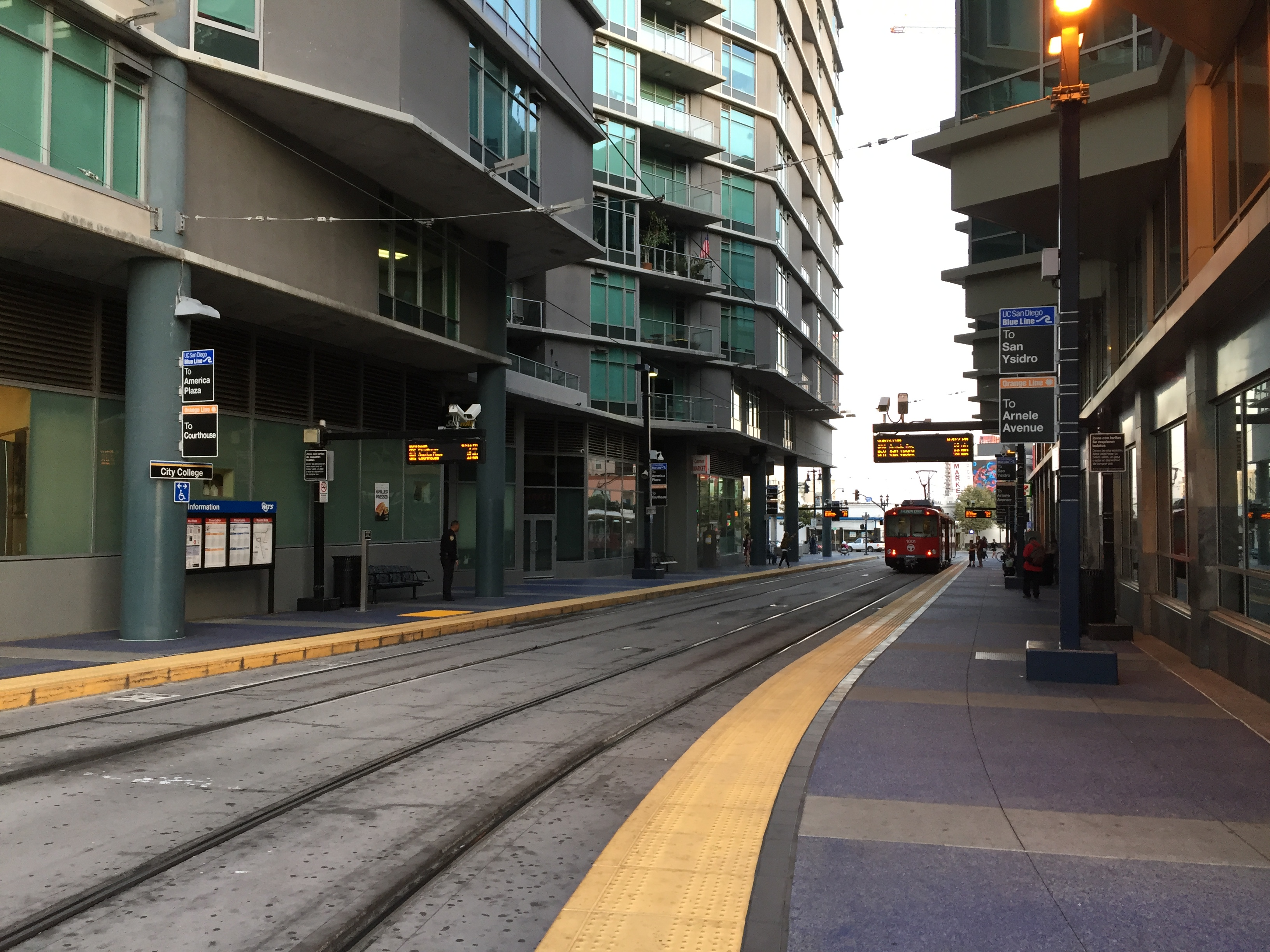
City College
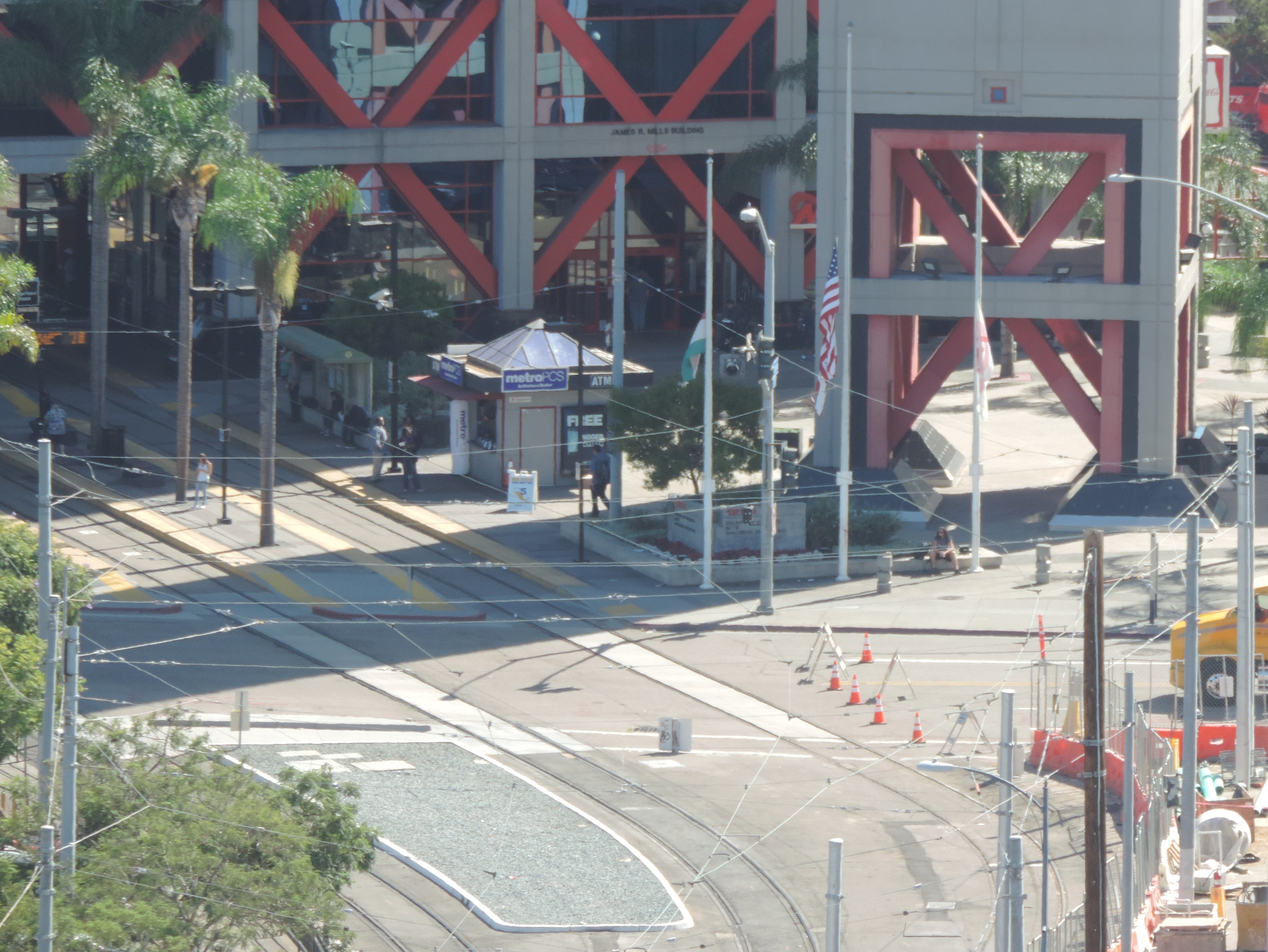
12th & Imperial Transit Center
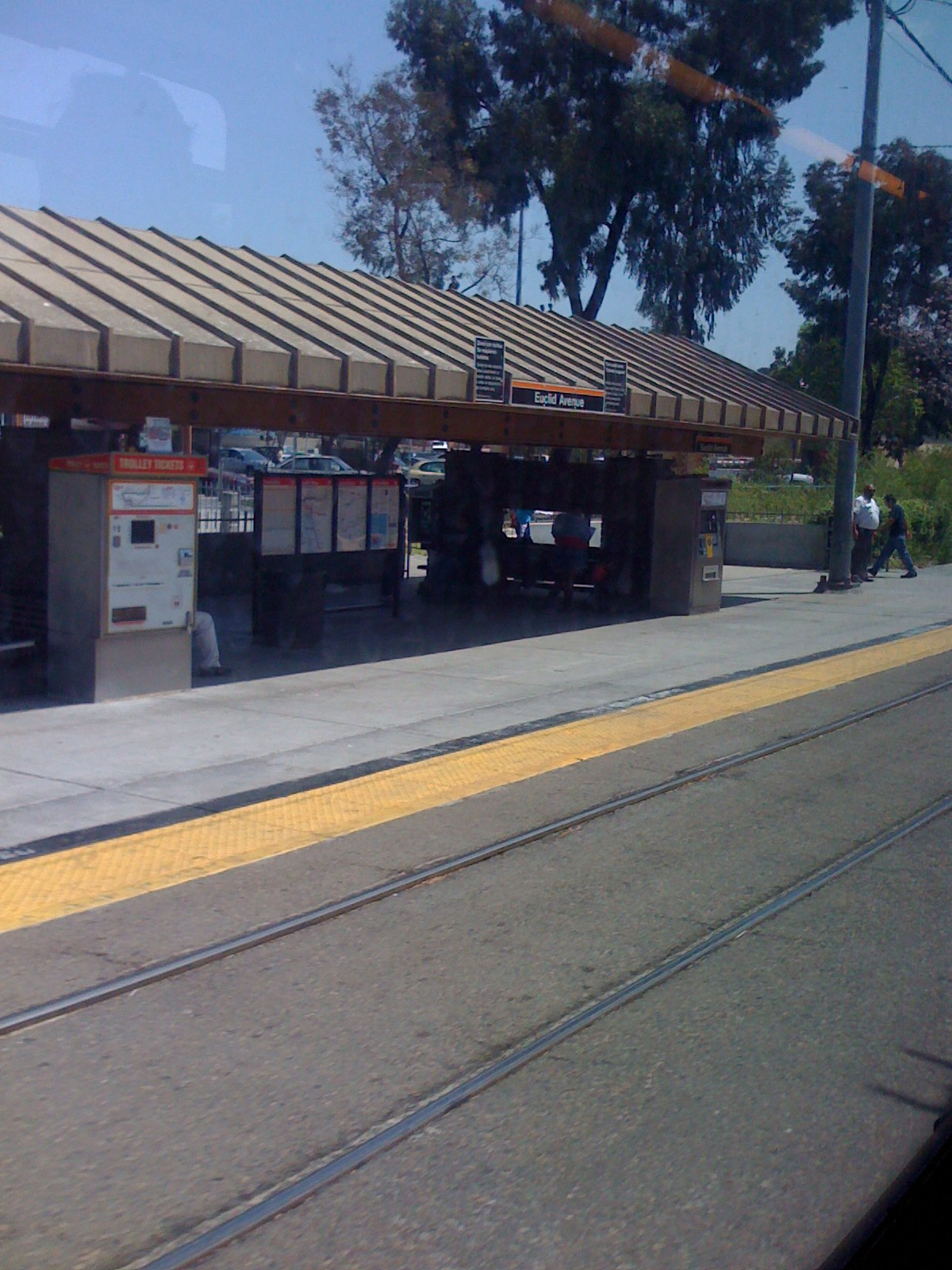
Euclid Avenue
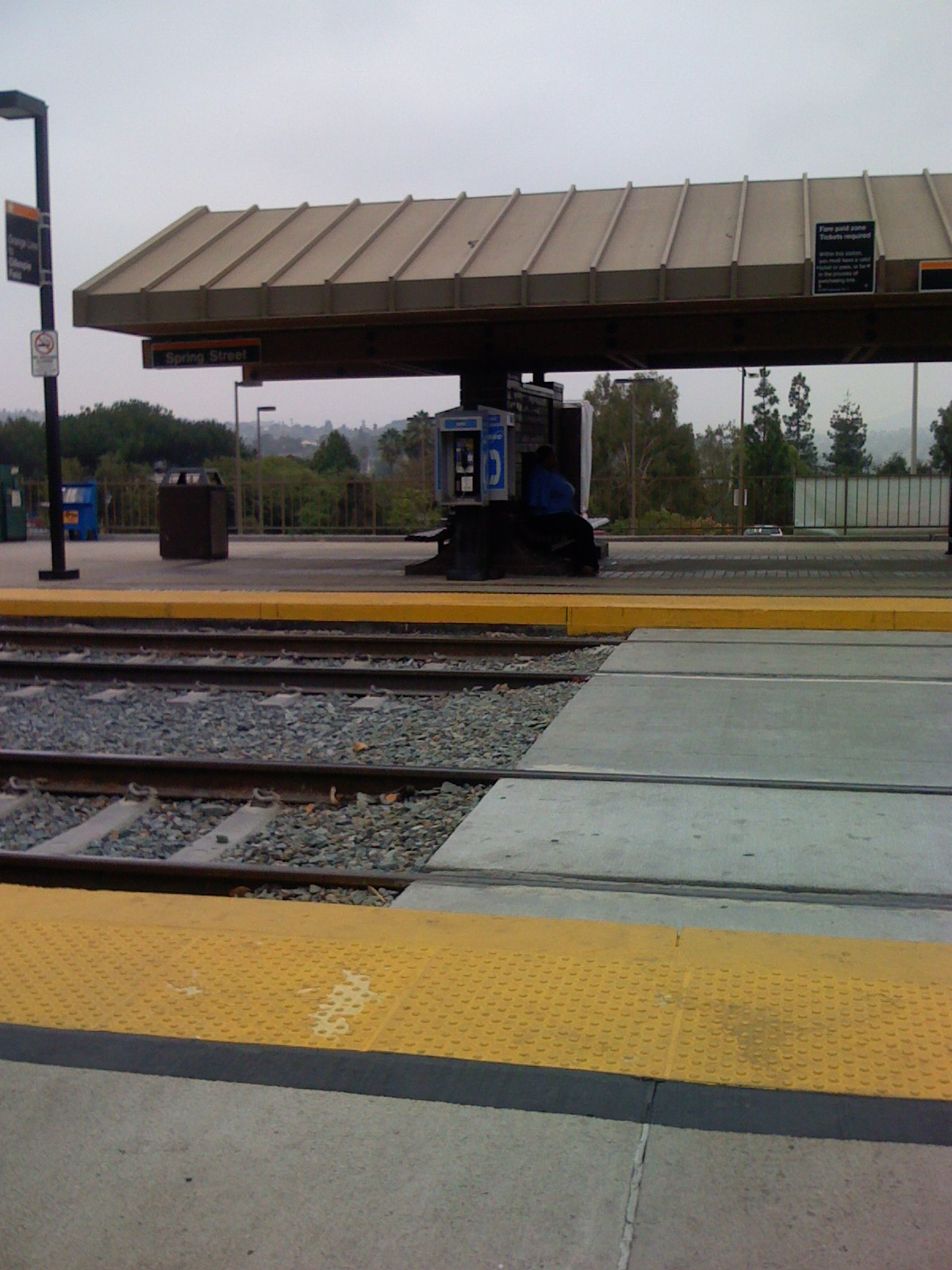
Spring Street
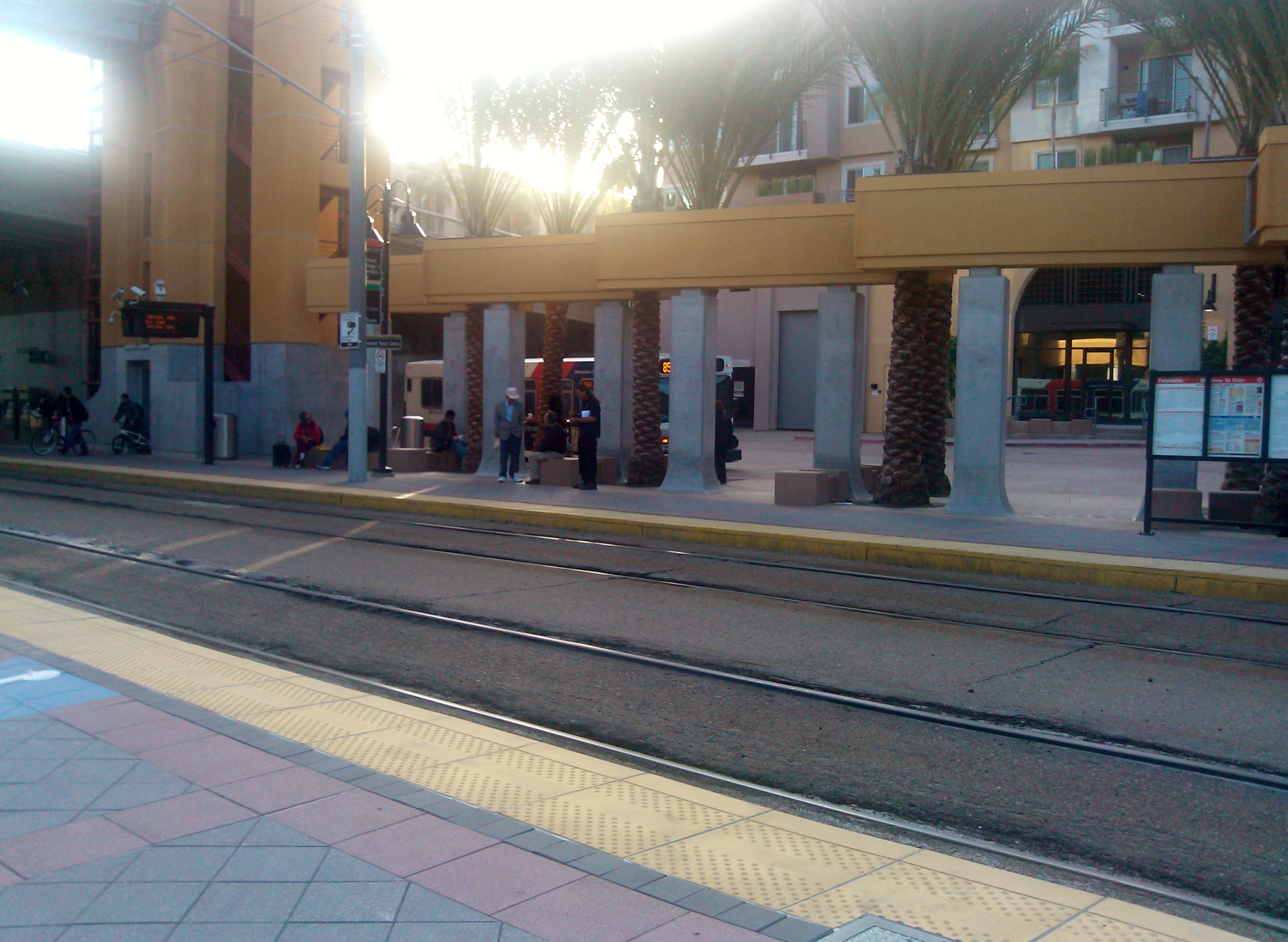
Grossmont Transit Center
El Cajon Transit Center